# Embriogeneza somatyczna

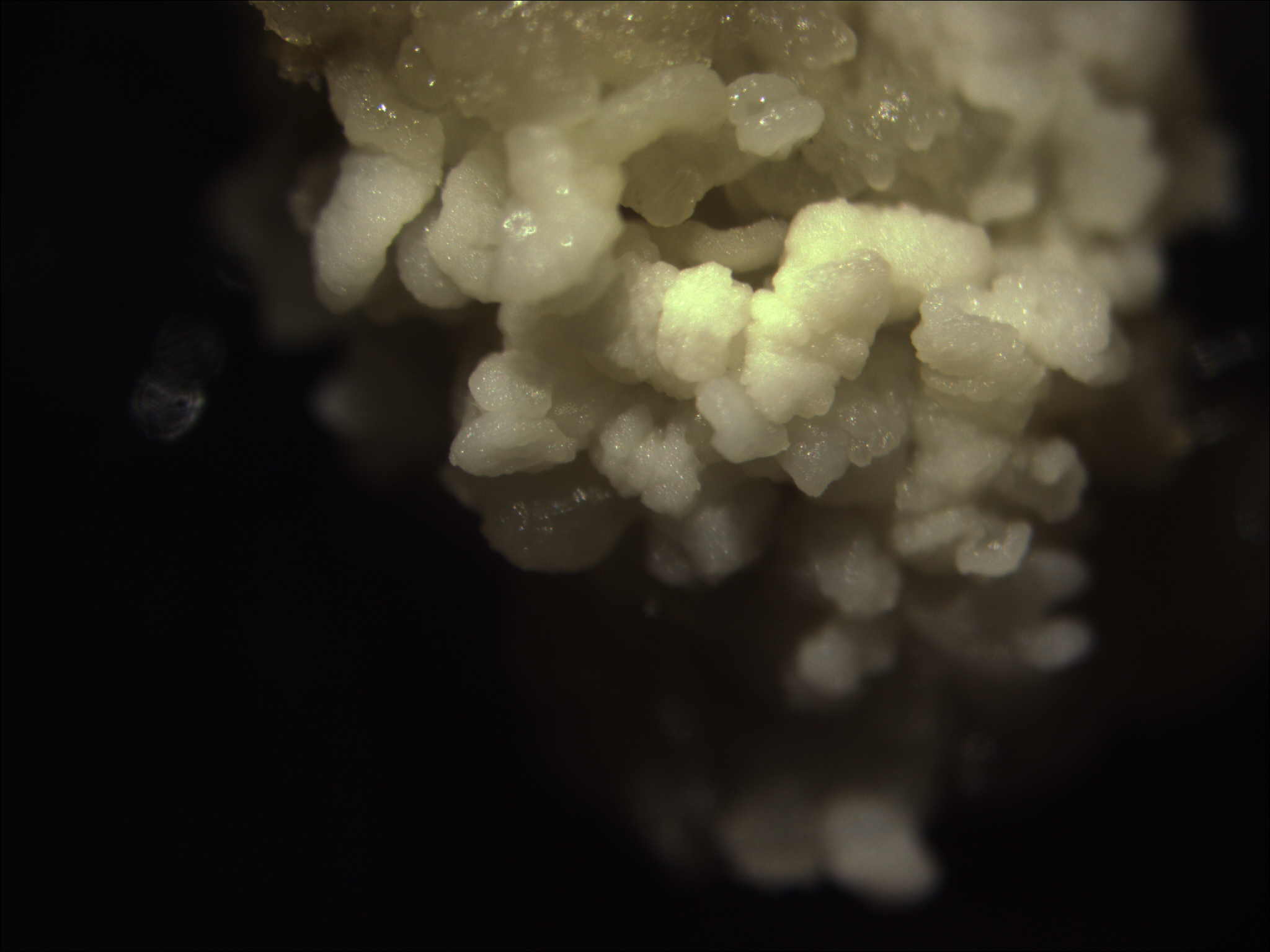
Zarodek Panicum virgatum z hodowli in vitro na etapie kalusa embriogennego

Embriogeneza somatyczna – biologiczny proces formowania zarodków z komórek wegetatywnych roślin. Proces jest przeprowadzany w warunkach in vitro i jako metoda biotechnologiczna znajduje zastosowanie komercyjne. Ze względu na łatwość prowadzenia obserwacji proces embriogenezy somatycznej jest też wykorzystywany w badaniach nad embriogenezą roślin.

## Przebieg
Formowanie zarodków somatycznych przebiega w sposób zbliżony do embriogenezy zygotycznej. Większość komórek roślinnych w odpowiednich warunkach ulega odróżnicowaniu i może przekształcić się w komórkę embriogenną. Pierwszy etap polega na indukcji embriogeniczności. Na tym etapie komórki tkanek, takich jak tkanka miękiszowa lub tkanka przewodząca, ulegają odróżnicowaniu, czyli przeobrażeniu do komórek o charakterze merystemu. Zwykle komórki używane w procesie embriogenezy somatycznej pochodzą z młodych liści, hipokotyli lub liścieni siewek, a także nierozwiniętych pąków kwiatowych. Rzadziej używane są fragmenty korzeni przybyszowych, liści roślin iglastych oraz wycinki pędów. Odróżnicowanie  przeprowadza się w pożywkach płynnych, a proces zachodzi pod wpływem auksyny. Stosowane są auksyny syntetyczne takie jak 2,4-D, Picloram lub NAA i IAA. Ten sam efekt może być osiągnięty bez stosowania auksyn na pożywce o pH 4,0 z dodatkiem chlorku amonu (1-5 mM). Proces odróżnicowania można dodatkowo stymulować poprzez dodanie kwasu salicylowego, antybiotyków lub zwiększenie potencjału osmotycznego pożywki. Uzyskane komórki wykazują totipotencję, są polarne i zdolne do wykształcenia zarodków. W kolejnym etapie z dzielących się komórek powstają agregaty komórkowe zdolne do rozmnażania. Agregaty embriogenne składające się z zarodka na wczesnym etapie rozwoju i towarzyszącej mu tkanki macierzystej nazywa się kalusem embriogennym. Dodanie do pożywki cytokinin powoduje zwiększenie liczby podziałów komórkowych oraz uformowanie się zarodka globularnego. Do powstania zarodka globularnego oraz przejścia formy sercowatej i torpedy konieczne jest usunięcie z pożywki auksyn. Zarazem dodanie cytokinin hamuje potencjał embriogeniczności komórek. Powstające zarodki nie różnią się morfologicznie od zarodków zygotycznych, co zostało potwierdzone u wielu roślin, w tym lucerny, selera, rzepaku, świerku. Jedynie u ogórka w wyniku embriogenezy somatycznej powstają zarodki o zwiększonej liczbie liścieni lub bez plumuli. Z powstających zarodków mogą być wytwarzane sztuczne nasiona lub mogą zostać wykorzystane do bezpośredniego uzyskiwania roślin identycznych genetycznie z rośliną, z której pochodziły komórki. Niekiedy uzyskiwane zarodki wykazują się wieloliścieniowością, brakiem epikotylu lub brakiem korzonka zarodkowego. Poprawianie procedury regeneracji prowadzone przez naukowców ma doprowadzić do wyeliminowania występujących problemów. 

## Zastosowanie
Ze względu na znaczne koszty pracy oraz urządzeń embriogeneza somatyczna znalazła zastosowanie jedynie w rozmnażaniu roślin ozdobnych. Dla warzyw koszty są od 3 do 10 razy wyższe, niż w przypadku metod tradycyjnych. W Stanach Zjednoczonych proces embriogenezy somatycznej został także komercyjnie zastosowany do produkcji drzew leśnych. Dalsze badania mają na celu zmniejszenie kosztów przeprowadzanego procesu i umożliwienie jego dalszej komercjalizacji. Technika jest też wykorzystywana do uzyskiwania roślin modyfikowanych genetycznie z transformowanych komórek wegetatywnych.